# Phaulopsis symmetrica
Espèce
Phaulopsis symmetrica M.Manktelow est une espèce de plantes à fleurs de la famille des Acanthaceae et du genre Phaulopsis. C'est une plante herbacée présente en Afrique tropicale.

## Distribution
C'est une herbe très rare. Elle a été récoltée  en décembre 1964 au Cameroun dans la Région du Nord, sur les monts Nganha, à une altitude de 1 800 m, près de Ndjigou, à environ 60 km à l'est de Ngaoundéré. Son éventuelle présence au nord du Nigeria est mal connue.